# Herpsilochmus parkeri
El tiluchí de Parker, tiluchí de garganta ceniza u hormiguerito de garganta ceniza (Herpsilochmus parkeri) es una especie de ave paseriforme de la familia Thamnophilidae perteneciente al numeroso género Herpsilochmus. Es endémico de una pequeña región en el centro norte de Perú.

## Distribución y hábitat
Se encuentra únicamente en una pequeña región de la pendiente oriental de los Andes en el centro norte de Perú (valle del Mayo en el norte de San Martín).
Esta especie no es poco común pero es muy local en su hábitat natural, el dosel y el estrato medio de bosques húmedos montanos, entre los 1300 y los 1450 m de altitud. Prefiere selvas de árboles altos, en áreas con el dosel relativamente cerrado y muchas epífitas, pero también es visto regularmente en el ecotono entre la selva y la sabana, de vegetación enana o semi-enana.

## Estado de conservación
El tiluchí de Parker ha sido calificado como amenazado de extinción por la Unión Internacional para la Conservación de la Naturaleza (IUCN) debido a que su pequeña población total, estimada en 375 a 1500 individuos, se encuentra en apenas dos localidades de una extremadamente pequeña región. Con base en modelos de deforestación de la Amazonia, se presume que esta especie irá a perder entre 3.9 a 6.6 % de su hábitat a lo largo de tres generaciones (14 años). Dada la susceptibilidad de la especie a la fragmentación y degradación de su ambiente, se estima que la población irá a decaer menos de 25% a lo largo de las dichas tres generaciones.

## Sistemática

### Descripción original
La especie H. parkeri fue descrita por primera vez por los ornitólogos estadounidenses Tristan J. Davis y John Patton O'Neill  en 1986 bajo el mismo nombre científico; localidad tipo «15 km al noreste de Jirillo, San Martín, Perú».

### Etimología
El nombre genérico masculino «Herpsilochmus» proviene del griego «herpō»: reptar, arrastrarse y «lokhmē»: matorral, chaparral; significando «que se arrastra por el matorral»; y el nombre de la especie «parkeri», conmemora al ornitólogo estadounidense Theodore A. Parker III (1953-1993).

### Taxonomía
Se considera que forma parte de un clado que incluye a H. atricapillus, H. motacilloides y  H. pileatus. Una especie de hormiguero aparentemente no descrita en el sureste de Perú (Puno), descubierta en 2004 en el valle de Huari Huari, cerca de Masiapo, y encontrada en años subsiguientes en varias otras localidades de la región, se parece mucho con la presente especie en el plumaje y comportamiento; pero todavía está para ser formalmente descrita. Es monotípica.